# Hernando de Alvarado Tezozómoc
Hernando de Alvarado Tezozómoc o Fernando de Alvarado Tezozómoc (México-Tenochtitlan entre 1520 y 1530 - † posiblemente México, 1610) era el séptimo hijo de once de Diego Huanitzin (o Diego de Alvarado Huanitzin) y Francisca de Moctezuma, pero es posible que no hayan nacido todos de la misma madre. Su padre era el tlahtoani de Ecatepec (1520-1538); por lo tanto, el virrey, Antonio de Mendoza, le dio el título gobernador de México (1539-1541).
Tezozómoc era historiador tenochca, nieto por parte de madre y sobrino-nieto por parte de padre del antepenúltimo huey tlatoani mexica, Moctezuma. Era bisnieto de Axayácatl, al lado de su padre. Es decir que era un descendiente, en ambos lados, de emperadores mexicas; y por eso, era parte de algunas de las familias más nobles y honradas del reino Azteca. Como los demás hombres mexica de la clase élite, él tenía acceso a una buena educación, lo que significa que Hernando de Alvarado Tezozómoc fue enseñado por españoles después del año de 1521. La enseñanza incluye el dominio del idioma Náhuatl escrito en letras alfabéticas del idioma castellano. La experiencia de esta tradición literaria e híbrida proporciona a Tezozómoc las competencias que perfeccionaba a lo largo de su vida. Sobre todo, Tezozómoc es más conocido por dos obras literarias e históricas: Crónica Mexicana y Crónica Mexicáyotl.

## Ascendencia
|                            |                            |                            |                            |                                                                      |                                                                      | Huehue Tezozomoctli                                                  | Huehue Tezozomoctli                                                  | Huehue Tezozomoctli                                                  | Huehue Tezozomoctli                                                  | Huehue Tezozomoctli                 | Huehue Tezozomoctli                 |                   |                   |                                    |  |  |  | Chimalpilli I tlahtoani de Ecatepec | Chimalpilli I tlahtoani de Ecatepec | Chimalpilli I tlahtoani de Ecatepec    | Chimalpilli I tlahtoani de Ecatepec    | Chimalpilli I tlahtoani de Ecatepec    | Chimalpilli I tlahtoani de Ecatepec    |                                        |                                        |                             |                             |                                           |                                           |                                           |                                           |                                           |                                           |  |  |  |  |  |  |  |  |  |  |  |  |
|                            |                            |                            |                            |                                                                      |                                                                      | Huehue Tezozomoctli                                                  | Huehue Tezozomoctli                                                  | Huehue Tezozomoctli                                                  | Huehue Tezozomoctli                                                  | Huehue Tezozomoctli                 | Huehue Tezozomoctli                 |                   |                   |                                    |  |  |  | Chimalpilli I tlahtoani de Ecatepec | Chimalpilli I tlahtoani de Ecatepec | Chimalpilli I tlahtoani de Ecatepec    | Chimalpilli I tlahtoani de Ecatepec    | Chimalpilli I tlahtoani de Ecatepec    | Chimalpilli I tlahtoani de Ecatepec    |                                        |                                        |                             |                             |                                           |                                           |                                           |                                           |                                           |                                           |  |  |  |  |  |  |  |  |  |  |  |  |
|                            |                            |                            |                            |                                                                      |                                                                      | Axayacatl tlahtoani de Tenochtitlan                                  | Axayacatl tlahtoani de Tenochtitlan                                  | Axayacatl tlahtoani de Tenochtitlan                                  | Axayacatl tlahtoani de Tenochtitlan                                  | Axayacatl tlahtoani de Tenochtitlan | Axayacatl tlahtoani de Tenochtitlan |                   |                   |                                    |  |  |  | Matlaccoatzin tlahtoani de Ecatepec | Matlaccoatzin tlahtoani de Ecatepec | Matlaccoatzin tlahtoani de Ecatepec    | Matlaccoatzin tlahtoani de Ecatepec    | Matlaccoatzin tlahtoani de Ecatepec    | Matlaccoatzin tlahtoani de Ecatepec    |                                        |                                        |                             |                             |                                           |                                           |                                           |                                           |                                           |                                           |  |  |  |  |  |  |  |  |  |  |  |  |
|                            |                            |                            |                            |                                                                      |                                                                      | Axayacatl tlahtoani de Tenochtitlan                                  | Axayacatl tlahtoani de Tenochtitlan                                  | Axayacatl tlahtoani de Tenochtitlan                                  | Axayacatl tlahtoani de Tenochtitlan                                  | Axayacatl tlahtoani de Tenochtitlan | Axayacatl tlahtoani de Tenochtitlan |                   |                   |                                    |  |  |  | Matlaccoatzin tlahtoani de Ecatepec | Matlaccoatzin tlahtoani de Ecatepec | Matlaccoatzin tlahtoani de Ecatepec    | Matlaccoatzin tlahtoani de Ecatepec    | Matlaccoatzin tlahtoani de Ecatepec    | Matlaccoatzin tlahtoani de Ecatepec    |                                        |                                        |                             |                             |                                           |                                           |                                           |                                           |                                           |                                           |  |  |  |  |  |  |  |  |  |  |  |  |
|                            |                            |                            |                            |                                                                      |                                                                      |                                                                      |                                                                      |                                                                      |                                                                      |                                     |                                     |                   |                   |                                    |  |  |  |                                     |                                     |                                        |                                        |                                        |                                        |                                        |                                        |                             |                             |                                           |                                           |                                           |                                           |                                           |                                           |  |  |  |  |  |  |  |  |  |  |  |  |
|                            |                            |                            |                            |                                                                      |                                                                      |                                                                      |                                                                      |                                                                      |                                                                      |                                     |                                     |                   |                   |                                    |  |  |  |                                     |                                     |                                        |                                        |                                        |                                        |                                        |                                        |                             |                             |                                           |                                           |                                           |                                           |                                           |                                           |  |  |  |  |  |  |  |  |  |  |  |  |
|                            |                            |                            |                            |                                                                      |                                                                      |                                                                      |                                                                      |                                                                      |                                                                      |                                     |                                     |                   |                   |                                    |  |  |  |                                     |                                     |                                        |                                        |                                        |                                        |                                        |                                        |                             |                             |                                           |                                           |                                           |                                           |                                           |                                           |  |  |  |  |  |  |  |  |  |  |  |  |
| Tezozomoctli Acolnahuácatl | Tezozomoctli Acolnahuácatl | Tezozomoctli Acolnahuácatl | Tezozomoctli Acolnahuácatl | Tezozomoctli Acolnahuácatl                                           | Tezozomoctli Acolnahuácatl                                           |                                                                      |                                                                      | Tlacuilolxochtzin                                                    | Tlacuilolxochtzin                                                    | Tlacuilolxochtzin                   | Tlacuilolxochtzin                   | Tlacuilolxochtzin | Tlacuilolxochtzin |                                    |  |  |  |                                     |                                     | Moctezuma II tlahtoani de Tenochtitlan | Moctezuma II tlahtoani de Tenochtitlan | Moctezuma II tlahtoani de Tenochtitlan | Moctezuma II tlahtoani de Tenochtitlan | Moctezuma II tlahtoani de Tenochtitlan | Moctezuma II tlahtoani de Tenochtitlan |                             |                             | Tlapalizquixochtzin tlahtoani de Ecatepec | Tlapalizquixochtzin tlahtoani de Ecatepec | Tlapalizquixochtzin tlahtoani de Ecatepec | Tlapalizquixochtzin tlahtoani de Ecatepec | Tlapalizquixochtzin tlahtoani de Ecatepec | Tlapalizquixochtzin tlahtoani de Ecatepec |  |  |  |  |  |  |  |  |  |  |  |  |
| Tezozomoctli Acolnahuácatl | Tezozomoctli Acolnahuácatl | Tezozomoctli Acolnahuácatl | Tezozomoctli Acolnahuácatl | Tezozomoctli Acolnahuácatl                                           | Tezozomoctli Acolnahuácatl                                           |                                                                      |                                                                      | Tlacuilolxochtzin                                                    | Tlacuilolxochtzin                                                    | Tlacuilolxochtzin                   | Tlacuilolxochtzin                   | Tlacuilolxochtzin | Tlacuilolxochtzin |                                    |  |  |  |                                     |                                     | Moctezuma II tlahtoani de Tenochtitlan | Moctezuma II tlahtoani de Tenochtitlan | Moctezuma II tlahtoani de Tenochtitlan | Moctezuma II tlahtoani de Tenochtitlan | Moctezuma II tlahtoani de Tenochtitlan | Moctezuma II tlahtoani de Tenochtitlan |                             |                             | Tlapalizquixochtzin tlahtoani de Ecatepec | Tlapalizquixochtzin tlahtoani de Ecatepec | Tlapalizquixochtzin tlahtoani de Ecatepec | Tlapalizquixochtzin tlahtoani de Ecatepec | Tlapalizquixochtzin tlahtoani de Ecatepec | Tlapalizquixochtzin tlahtoani de Ecatepec |  |  |  |  |  |  |  |  |  |  |  |  |
|                            |                            |                            |                            |                                                                      |                                                                      |                                                                      |                                                                      |                                                                      |                                                                      |                                     |                                     |                   |                   |                                    |  |  |  |                                     |                                     |                                        |                                        |                                        |                                        |                                        |                                        |                             |                             |                                           |                                           |                                           |                                           |                                           |                                           |  |  |  |  |  |  |  |  |  |  |  |  |
|                            |                            |                            |                            | Don Diego de Alvarado Huanitzin tlahtoani de Ecatepec y Tenochtitlan | Don Diego de Alvarado Huanitzin tlahtoani de Ecatepec y Tenochtitlan | Don Diego de Alvarado Huanitzin tlahtoani de Ecatepec y Tenochtitlan | Don Diego de Alvarado Huanitzin tlahtoani de Ecatepec y Tenochtitlan | Don Diego de Alvarado Huanitzin tlahtoani de Ecatepec y Tenochtitlan | Don Diego de Alvarado Huanitzin tlahtoani de Ecatepec y Tenochtitlan |                                     |                                     |                   |                   |                                    |  |  |  |                                     |                                     |                                        |                                        |                                        |                                        | Doña Francisca de Moctezuma            | Doña Francisca de Moctezuma            | Doña Francisca de Moctezuma | Doña Francisca de Moctezuma | Doña Francisca de Moctezuma               | Doña Francisca de Moctezuma               |                                           |                                           |                                           |                                           |  |  |  |  |  |  |  |  |  |  |  |  |
|                            |                            |                            |                            | Don Diego de Alvarado Huanitzin tlahtoani de Ecatepec y Tenochtitlan | Don Diego de Alvarado Huanitzin tlahtoani de Ecatepec y Tenochtitlan | Don Diego de Alvarado Huanitzin tlahtoani de Ecatepec y Tenochtitlan | Don Diego de Alvarado Huanitzin tlahtoani de Ecatepec y Tenochtitlan | Don Diego de Alvarado Huanitzin tlahtoani de Ecatepec y Tenochtitlan | Don Diego de Alvarado Huanitzin tlahtoani de Ecatepec y Tenochtitlan |                                     |                                     |                   |                   |                                    |  |  |  |                                     |                                     |                                        |                                        |                                        |                                        | Doña Francisca de Moctezuma            | Doña Francisca de Moctezuma            | Doña Francisca de Moctezuma | Doña Francisca de Moctezuma | Doña Francisca de Moctezuma               | Doña Francisca de Moctezuma               |                                           |                                           |                                           |                                           |  |  |  |  |  |  |  |  |  |  |  |  |
|                            |                            |                            |                            |                                                                      |                                                                      |                                                                      |                                                                      |                                                                      |                                                                      |                                     |                                     |                   |                   |                                    |  |  |  |                                     |                                     |                                        |                                        |                                        |                                        |                                        |                                        |                             |                             |                                           |                                           |                                           |                                           |                                           |                                           |  |  |  |  |  |  |  |  |  |  |  |  |
|                            |                            |                            |                            |                                                                      |                                                                      |                                                                      |                                                                      |                                                                      |                                                                      |                                     |                                     |                   |                   | Don Hernando de Alvarado Tezozomoc |  |  |  |                                     |                                     |                                        |                                        |                                        |                                        |                                        |                                        |                             |                             |                                           |                                           |                                           |                                           |                                           |                                           |  |  |  |  |  |  |  |  |  |  |  |  |

## Biografía
Debido a la grandeza de su familia, Alvarado Tezozómoc fue educado en casa, donde su lengua materna fue el náhuatl, y adquirió conocimientos tradicionales como la historia tenochca y el significado de códices antiguos. Pudo ser alumno del Colegio de Santa Cruz de Tlatelolco, que era una escuela franciscana para nobles indígenas, pero no nos consta. En la escuela, aprendió español, historia europea y catolicismo. Adicionalmente, era bien conocido y famoso entre nativos y españoles; y a causa de su posición noble, tuvo formación en la cultura de los conquistadores.  Suele afirmarse también, con mayor seguridad, que fungió como nahuatlato (experto intérprete de Náhuatl) en la Real Audiencia de México en 1598.  Específicamente, tuvo obligación de realizar traducciones, y es interesante notar que intervino en por lo menos un caso jurídico sobre tierras en Cuauhquilpan. Recibió el título de Tlacuilo, que significa escribano indígena. También, en 1598 escribió el “Papel de tierras de Huauhquilpa,” un documento legal, y es el único ejemplo de su escritura manuscrita.
Hay una pintura de Alvarado Tezozómoc que es reproducida por Adrián León en color al principio de su edición de la Crónica Mexicáyotl. Autor de dos crónicas de la historia mexica: la Crónica Mexicana, escrita en castellano hacia 1598, que abarca desde la salida de Aztlan de los azteca-mexicas hasta el inicio de la conquista, y la Crónica Mexicáyotl, compuesta en náhuatl en 1609. Esta última obra está dedicada sobre todo a desarrollar las genealogías de los más altos pipiltin (nobles) mexica-tenochcas, y a mostrar sus méritos y derechos, en un momento en que los españoles empezaban a dejar de contar con los gobernantes naturales de los pueblos sometidos, cuya autoridad al principio habían respetado e incluso fomentado. Esta decadencia de la nobleza mexica resulta esencial para entender la obra de Alvarado Tezozómoc, por ser orgulloso defensor de los privilegios de su clase, etnia y linaje.

## Obras

### LaCrónica Mexicana
La Crónica Mexicana (1598), escrita en español, es una obra que da voz a una larga y rica tradición mexica, y los capítulos narran “desde la descendencia y linaje venida a esta nueva España de los indios mexicanos que habitan en este nuevo mundo hasta la llegada del conquistador español y el quebramiento de la cosmovisión que ello produce en los indígenas." Además describe varias guerras, conquistas, y sacrificios. El libro en sí combina elementos de la mitología, prácticas y creencias que representan las voces del pueblo y las críticas del narrador cristiano. La Crónica Mexicana extiende de 1064 hasta 1579. Por lo general, tiene información sobre los costumbres, los vestuarios, la religión, el sacerdocio, la llegada de los españoles, entre otros ejemplos, y es escrito en una manera sencilla para facilitar la comprensión. Fue escrito en español, excepto de los últimos dos folios que son escritos en náhuatl, por ende la forma del texto sugiere que solo las personas biculturales podrían entenderlo en totalidad. Frente al choque epistemólogico-cultural de la época colonial, el texto busca relatar las tradiciones del pasado para que el lector pueda entender el presente y el futuro de la sociedad mexica. Según explica Tezozómoc en el prólogo del libro, la obra pretende conservar “la tradición y la herencia que dejaron los ancianos a sus descendientes … para que nunca olviden la historia de la gran ciudad y su pobladores.”

#### Organización
Cabe recalcar que La crónica mexicana tiene 110 capítulos divididos en tres secciones que conformen al orden cronológico, mientras La crónica mexicáyotl brinde otra organización narrativa. La primera sección, capítulos 1-3,  describe el origen de la gente mexica, la salida de Aztlán, la migración y la fundación de Tenochtitlan. También, esta sección tiene informes de los ancianos y documentos fotográficos que forman la base de la obra. Adicionalmente, es caracterizado por la devoción al dios, Huitzilopochtli, pues la gente cree que él va a guiarle a un nuevo sitio para poblar.
La segunda sección, capítulos 4-9, describe los primeros años de Tenochtitlan antes de la guerra con Azcapotzalco; y sobre todo, fue caracterizado por la opresión de la nación mexica por la azcapotzalca Además, informa de la instalación de la nueva ciudad y la elección de su primer tlatoani, Acamapichtli.
La tercera sección, capítulos 10-110, empieza con las guerras y las conquistas mexicanas desde el comienzo de la independencia de Azcapotzalco. Tras estas conquistas, se formó el imperio azteca, el cual fue admirado por los conquistadores españoles y termina con la llegada de Cortés en Tlaxcala. Esta parte del libro describe los orígenes de los primeros líderes de México-Tenochtitlan y sus descendientes; es decir que hay una gran genealogía, incluyendo los reyes de Acamapichtli I hasta Moctezuma II.

#### Ediciones
El manuscrito original se puede encontrar en la Colección Aubin Goupil de la Biblioteca Nacional de París. En 1911, Francisco del Paso y Troncoso la fotografió; y de esta copia, Adrián León logró publicar la primera traducción completa del libro en castellana. No obstante la obra de León no representa la primera edición castellana, pues en el año 1848 el señor Edward Kingsborough publicó en Londres una parte del texto; aunque fue incompleta, la edición de la así llamada “Crónica mexicana por Fernando de Alvarado Tezozómoc,” del libro Antiquities of Mexico (A. Aglio, 1848) representa la primera vez en que el lector de habla castellano pudo saber de la obra de Tezozómoc. También hubo otras ediciones europeas. Entre ellas se encuentra una edición italiana traducida por Andrea Geri y publicada por Francesco Constantino Marmocchi bajo el título Raccolta di viaggi dalla scoperta del Nuovo Continente fino a'dì nostri T. 10 Viaggi, relazioni e memorie relative alla scoperta, alle antichità ed alla storia delle bellissime e vaste regioni del Perù, di Quito e del Messico scritte dal Montesinos, dal Velasco e dal Torozomoc (Prato: Giachetti, 1842). La edición italiana recopilaba varios escritores de América Latina, incluyendo Tezozómoc en México, Juan de Velasco en Quito, y Fernando de Montesinos en el Perú. En Francia, el señor Henri Ternaux-Compans tradujo el texto a su lengua materna y lo publicó bajo el título Historie du Mexique (París: Pierre Janet, 1853). En el año 1878 el destacado historiador mexicano Manuel Orozco y Berra publicó en la imprenta y litografía de Ireneo Paz Orozco y Berra una nueva edición de la Crónica mexicana, la cual se volvió a publicar en el año 1881.
Frente a las muchas ediciones del texto, resulta que hay una sola versión completa de la Crónica mexicana. Al transcurso del tiempo se perdió un cuadro en “que conforme al orden cronológico, debía de tratar de la entrada y Conquista de los españoles.” Parte del texto es reproducido por Miguel León Portilla en Visión de los vencidos en 1959.

### La Crónica Mexicáyotl
Después de escribir su primera historia del imperio mexica, la antedicha Crónica Mexicana, Tezozómoc escribió la Crónica Mexicáyotl en 1609. Esta obra fue el segundo narrativo histórico, pero el primero que fue escrito en idioma náhuatl. Una comparación línea por línea de los dos textos reveala que básicamente, la Crónica Mexicana y la Crónica Mexicáyotl cuentan las mismas historias, no obstante esta última proporciona una relación más completa y elaborada, pues se expresa en el idioma indígena de la región y da más fechas de la obra anterior.
Hay varios elementos que distinguen las dos crónicas. Por una parte se observa la señalada numerosa cantidad de fechas en la edición del idioma náhuatl. También hay que notar que sí hay algunos trozos de información que la Crónica Mexicana incluye; en cambio, queda fuera de la Crónica Mexicáyotl, como las descripciones sobre de los capullis, la lista de dioses, aparte de Huitzilopochtli, que acompañan a los mexicas en su migración. Excepto de estas diferencias, toda la información después de la salida aparece en el mismo orden en las dos crónicas. Por eso, parece que la Crónica Mexicáyotl sirve como un resumen para la Crónica Mexicana, o por lo menos que hay una relación complementaria entre los dos textos, porque proporciona mayores informaciones, hechos y datos. Algunos historiadores piensan que la versión abreviada de la migración era escrito para el lector español y que la versión más amplia fue designada para el público indígena. Sobre todo, tal como concluye la investigadora Rocío Cortés, la Crónica Mexicáyotl es una “reelaboración de la historia imperial mexica que sigue tradiciones de producción y coherencia indígenas.”

## Conflicto del autor verdadero
Hay un gran conflicto en cuanto al autor verdadero de la Crónica Mexicáyotl, pues varios historiadores apuntan que fue escrito por Domingo de San Antón Muñón Chimalpahin Cuauhtlehuanitzin, mientras otros expertos insisten en que Tezozómoc sea el autor verdadero. Por su parte, un tercer grupo afirma que el texto representa los esfuerzos autoriales y colaborativos de los dos sabios indígenas. Básicamente, el análisis literario-histórico produce tres campos interpretativos: los que atribuyen todo el texto a Chimalpahin, los que atribuyen a Tezozómoc y Chimalpahin solamente era el copista que añade algunas cosas, y los que atribuyen parte del texto a Tezozómoc y otros partes a Chimalpahin. Es claro que hay una mezcla de dos voces distintas en la Crónica Mexicáyotl.
Chimalpahin (1579-1660) nació en Amaquemecan, Chalco y vivió en la capilla de San Antonio Abad en Xoloc donde fue conocido por sus historias escritas en idioma náhuatl sobre las comunidades indígenas de México. Perteneció a la nobleza antigua; y por eso, tenía acceso a muchas fuentes confiables en cuanto a las culturas e historias prehispánicas. Específicamente, tenía acceso a manuscritos antiguos, escrituras en náhuatl. Él también publicó varios libros en español y latín. En su escritura, usó además de Escrituras Sagradas, una variedad de fuentes indígenas que le proporcionaba información abundante de diversos orígenes, entre ellas testimonios orales y códices pictográficos. La Crónica Mexicáyotl está escrito con la mano de Chimalpahin, pero no necesariamente implica que fue el único autor, pues la letra puede significar que él fue el escribano. Es evidente que hay fragmentos de Chimalpahin; la problemática es precisar la definición de "escribir" en el entorno híbrido de la Nueva España. Quizás la contribución de Chimalpahin no es una copia exacta, sino más bien una serie de sus propias incorporaciones e ideas.
Muchos investigadores piensan que Tezozómoc fue el autor principal porque su nombre aparece en la introducción del texto donde se menciona que usó cuentos de su familia para contar la historia. Según apuntan estos historiadores, la descripción del linaje implica su autoría. De esta forma se mantiene que Chimalpahin probablemente copió el documento, ya que tenía acceso al trabajo de Tezozómoc. A lo largo de su recopilación añade notas adicionales en el texto, no obstante estas incorporaciones no coincidan completamente con lo que Tezozómoc escribe. Además, hay un cambio del estilo de la escritura en la segunda parte que parece más similar a las otras obras de Chimalpahin que las de Tezozómoc.
Además, en la segunda parte del texto cuando habla de la genealogía, todo el linaje Tenochca está conectado a Tezozómoc, el cual indica que él es el verdadero autor, según afirmaba el historiador criollo Antonio de León y Gama. Es más, Tezozómoc da énfasis en los informes orales, y el informe de Chimalpahin parece más hispanizado que el texto de Tezozómoc. Aunque los dos aseguran su propia cristiandad, Tezozómoc usa un dialecto mesoamericano mientras Chimalpahin pone su informe en un contexto cristiano. Por lo general, es creíble que Tezozómoc era el autor real debido a sus referencias de los eventos históricos; y en la hojas 68-69, hay estas palabras “... de 1609 años. De Alvarado Tezozómoc…” que también reafirma su autoridad. Finalmente, no se sabe mucho de la vida social de Chimalpahin ni la manera en que él redactó sus escrituras que también soporta el caso para Tezozómoc.
No obstante hay varios investigadores que mantienen que Chimalpahin es el autor verdadero de la Crónica Mexicáyotl. En la introducción del texto, el escritor dice que 1621 es la fecha de la obra, que es demasiado tarde para Tezozómoc. Similarmente, hay citas en la Crónica Mexicáyotl que refieren a libros españoles del siglo XVI y XVII, los cuales Chimalpahin supo bien. Además, se cree que Tezozómoc escribió en náhuatl, no obstante toda la letra del texto escrito en idioma náhuatl es la de Chimalpahin. Más, otros críticos dicen que Tezozómoc no la podría haber escrita debido a las faltas de ortografía en las palabras del idioma náhuatl. Ya que la segunda parte del libro tiene otro estilo que la estética utilizada a lo largo de la primera parte, algunos académicos insisten en que la primera parte refleja el esfuerzo literario de Tezozómoc y la segunda pertenece a Chimalpahin.
Por su parte, algunos escritores prefieren no participar en la polémica de la identidad, pues para ellos no tiene sentido reducir una obra colectiva de origen indígena y carácter histórico a una categoría moderna y occidental. Según apunta Adrián León, 

“No entraremos aquí en la discusión que dilucide el punto, sobre si lo fué el propio Tezozómoc, o don Domingo de San Antón Muñón Chimalpahin Cuauhtlehuanitzin, a quien por consenso casi universal se le viene atribuyendo hace ya varios siglos.”

En fin, hay que concluir que hay un gran debate sobre el autor verdadero de la destacada e importante Crónica Mexicáyotl, con diversas formas de evidencia que afirman a su vez que el autor fue Tezozómoc, Chimalpahin, o una combinación de los dos sabios nahua.

## Importancia
Tezozómoc es una figura de gran importancia social y política porque era un indio de sangre real, asimilado por la cultura dominante española, como una parte de la primera generación colonial. Él usa la memoria oral, la cual permite un énfasis mayor en los aspectos más relevantes y creencias importantes de la cultura, e incluye cuidadosamente todos los elementos que definen la identidad de su gente. También, tenía una posición muy alta en la sociedad con la cual él pudo distinguir los eventos históricos que ocurrieron de una población distinta y emergente. Efectivamente crea una nueva visión de la historia mexica, a base de su conocimiento de la sociedad prehispánica y la comunidad producida después de la llegada de los españoles. Su vida como mestizo bilingüe que tenía la habilidad de hablar su lengua materna y también entender los testimonios imperios le brindaba una doble condición con la cual pudo transmitir su mundo pasado y actual. A través de esta posición privilegiada, él quería: “salvar una tradición, proteger una identidad, determinar un perfil, hacer trascender una nación.” Se observa varias tendencias sincréticas con las cuales Tezozómoc identifica un mes, un día y un año del calendario mexica con la correlación del mes cristiano. Adicionalmente, la inclusión de mayores informaciones en la Crónica Mexicáyotl en vez de la Crónica Mexicana sugiere que Tezozómoc quería que los indígenas tuvieran la historia completa y verdadera.
Esta obra es una guía al pasado prehispánico porque cuenta toda la información sobre la historia de los gobernantes, la sucesión de los tenochca, la estructura de la nobleza indígena, y las justificaciones para su poder; y gracias a Tezozómoc, esta información existe hoy en día. También, describe la campaña militar de la mexica que era importante para la economía de Tenochca. Además, sus obras describen el pasado glorioso de los nahua nobles, tal como es el caso de su destacado árbol genealógico, y relatan de forma detallada la crisis espiritual, económica y cultural que vivía la comunidad indígena a finales del siglo XVI y a principios del siglo XVII. Su heterodoxia lingüística es un ejemplo de una amplia y rica cultura mestiza que dio testamento a los cambios fuertes producidos por la conquista española; la literatura híbrida del escritor nahua alfabetizado consta a su vez los recursos literarios perfeccionados por la primera generación de escritores mexicas. Por eso se dice que Tezozómoc proporciona una percepción de primera mano en esta cultura, las costumbres, y los eventos que define su gente.